# Wiktor Kapłun
Wiktor Hryhorowycz Kapłun, ukr. Віктор Григорович Каплун, ros. Виктор Григорьевич Каплун, Wiktor Grigorjewicz Kapłun (ur. 5 maja 1958 w Zaporożu) – ukraiński piłkarz pochodzenia żydowskiego, grający na pozycji obrońcy, trener piłkarski.

## Kariera piłkarska

### Kariera klubowa
W 1976 rozpoczął karierę piłkarską w drużynie Metalista Charków. W 1978 został zawodnikiem Dynama Kijów. Po czterech sezonach powrócił do Metalista, w którym w 1984 zakończył karierę piłkarską.

### Kariera reprezentacyjna
Jako piłkarz radzieckiej reprezentacji U-20 w 1977 zdobył Mistrzostwo Świata w Tunezji, a z reprezentacją U-21 Mistrzostwo Europy U-21.
4 grudnia 1980 debiutował w radzieckiej reprezentacji w meczu towarzyskim z Argentyną, zremisowanym 1:1, a 26 maja 1983 w olimpijskiej reprezentacji ZSRR.

## Sukcesy i odznaczenia

### Sukcesy klubowe
- mistrz ZSRR: 1980, 1981

### Sukcesy reprezentacyjne
- mistrz Świata U-20: 1977
- mistrz Europy U-21: 1980

### Odznaczenia
- tytuł Mistrza Sportu ZSRR: 1977
- tytuł Mistrza Sportu Klasy Międzynarodowej: 1980